# Luigi Torchi

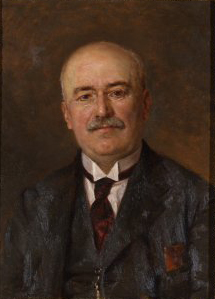
Luigi Torchi, gemalt von Giuseppe Tivoli (1854–1925)

Luigi Torchi (* 7. November 1858 in Mordano; † 18. September 1920 in Bologna) war ein italienischer Musikwissenschaftler.
Er studierte Komposition in Bologna und bei Paolo Serrao am Konservatorium Neapel. Nach dem Abschluss 1877 ging er nach Deutschland, wo er seine Studien bei Salomon Jadassohn, Carl Reinecke und Oscar Paul ergänzte.
Er trat mit der Herausgabe der Editionsreihe L’Arte Musicale in Italia zu Denkmälern der Tonkunst in Italien hervor, die zuerst 1897–1908 in Mailand bei Ricordi erschien. Die Reihe enthält wichtige italienische Werke aus dem 14. bis 18. Jahrhundert.